# 十時梅厓
十時 梅厓（ととき ばいがい、寛延2年（1749年） - 享和4年1月23日（1804年3月4日））は、江戸時代中期の南画家、儒学者で、書や篆刻も能くした。儒官として伊勢長島藩に仕えた。大坂生まれ。
姓は十時、名を業のちに賜（しゃく）、字は季長のちに子羽とした。号は梅厓の他に顧亭、清夢軒、天臨閣、通称 半蔵と称した。

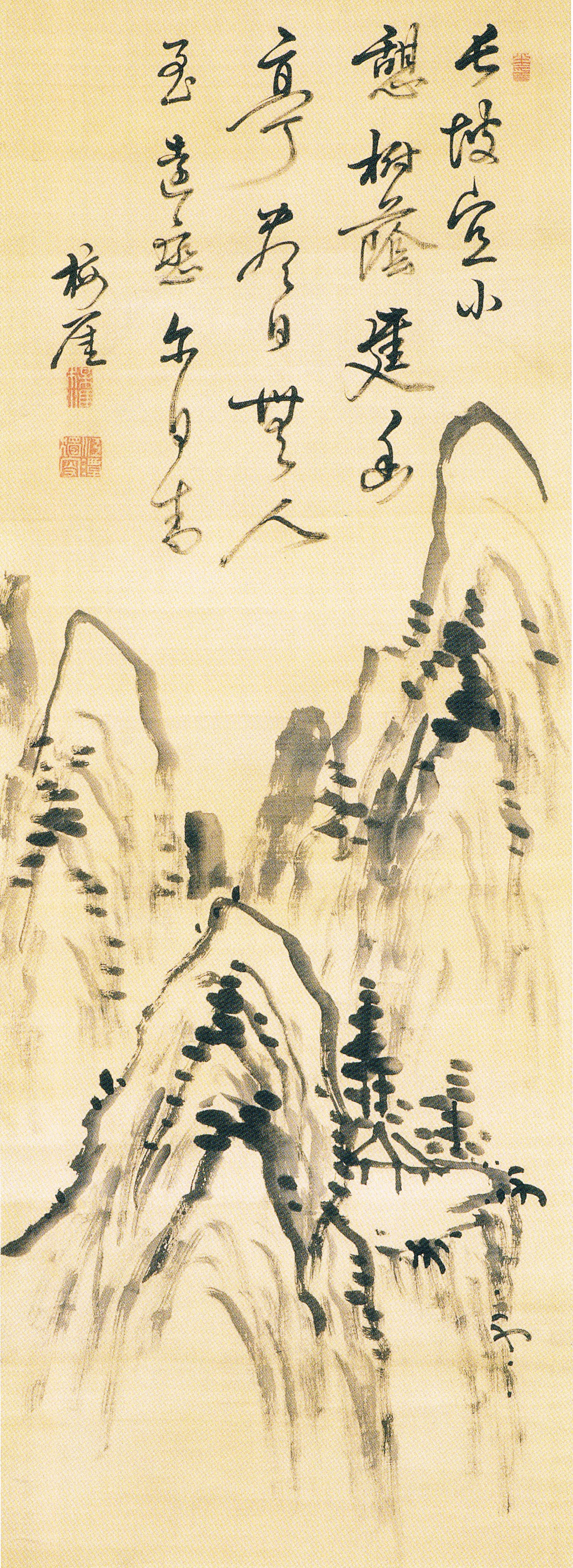
十時梅厓筆 自賛山水図

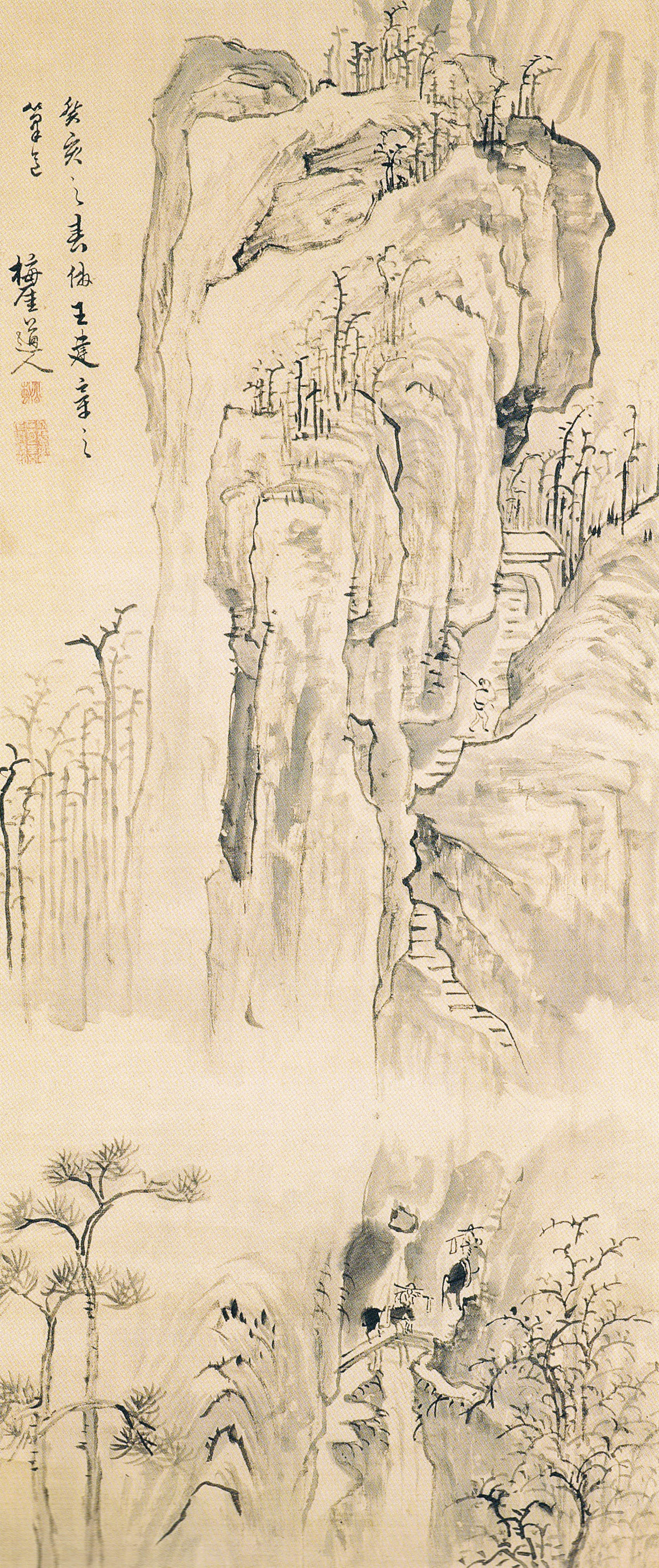
十時梅厓筆 寒村山水図

## 生涯
伊藤東涯の子・東所に経学（主に古学）を学び、大谷永菴、趙陶斎から書法を受ける。池大雅や木村蒹葭堂、皆川淇園と親しく交流し、画法を大雅から受けた。また和歌を小沢蘆庵から学び、上田秋成とは同門の間柄である。文献上の初見は、安永4年（1775年）版『浪華郷友録』で、「儒家」と「書家」の項目に記載ある。ただし、画家の部には名前がなく、儒家や書家としての名声が先行した。
天明4年（1784年）頃、趙陶斎の紹介を得て伊勢長島藩主・増山雪斎に招かれ藩儒となる。廃れていた藩校省耕館を再興し、松ヶ島に文礼館と先師廟を建立を建議して受け入れられ、学長（祭酒）となった。
寛政2年（1790年）、数ヶ月の暇を得て長崎に遊学する。2月、清の画人・費晴湖や黄定甫に会い、『芥子園画伝』 などについて質問する。また陳養山に書法を受ける。
帰路に近畿に遊び、泉州佐野の豪商 食野青圃に招かれ文雅に耽るうちに帰藩の予定が過ぎてしまう。仕官を辞めるために故意であった。罰を受けて閉門蟄居の身となったが、食野氏が藩財政に融資している有力者であったため、「梅厓を借り受けたい」という要望が通った。梅厓は蟄居が解かれ、食野氏の元で書画や法帖などを臨模して過ごす（『十時梅厓先生傳』）。ただ、蟄居を裏付ける資料は不詳である。寛政10年（1798年）4月8日松ヶ島堤防が決壊しており、その後の金子調達の問題で、食家と懇意な梅厓を重視したと考えれば、物頭格昇進はこの頃で、蟄居も同じ時期だとも想定される。
寛政7年（1795年）、名古屋大須で催された蓬瀛（）書画会（主催：神谷天遊・内田蘭渚）に参加している。
寛政12年（1800年）、52歳の時ようやく致仕することが許され、大坂に帰ることができた。ただし、致仕後も子孫は長島藩に仕えており、家中にしこりは残らなかったと考えられる。
晩年は書画会や煎茶会に参加している。享和元年（1801年）、大田南畝と自らの居宅・清夢軒（蔀関月旧宅）で月見をして交流している。この頃、南畝は梅厓の随想録『清夢録』を写し取っている。
享和4年（1804年）1月23日、没。享年56。大阪市天王寺区寺町の正念寺に葬られる。法名は和敬院謙翁梅厓居士。南畝はその死を悼み、遺画に題詩を添えた。明治23年（1890年）に初の本格的伝記『十時梅厓先生傳』（苗村芳橘ほか著）が出版されるが、その翌年芳橘らが菩提寺の正念寺に顕彰碑を建立している。

## 人物・エピソード
梅厓は酒を好み、細かい事にはこだわらない磊落な性質だった。ときに世人は梅厓を狂とみなすこともあった。
藩儒として招かれるまでに異説がある。
- 零落して新町で幇間をしていて、ある僧にただ者でないとその才覚を見抜かれて長島侯に推挙されたとする説。
- 長島侯の宴に招かれたとき、謡い踊り軽業師のような芸を披露し、さらに書画の出来があまりにいいので長島侯はいたく気に入り藩儒としたという説。

いずれにしても諧謔（ユーモア）の精神と多芸を持った畸人であった。

## 交友
- 池大雅
- 皆川淇園
- 頼春水
- 木村蒹葭堂
- 岡田米山人
- 浜田杏堂

- 細合半斎
- 稲毛屋山
- 上田秋成
- 大田南畝
- 春木南湖
- 淵上旭江

## 作品
| 作品名       | 技法             | 形状・員数 | 寸法（縦x横cm） | 所有者                         | 年代               | 落款・印章 | 備考                                         |
| ------------ | ---------------- | ---------- | --------------- | ------------------------------ | ------------------ | ---------- | -------------------------------------------- |
| 山水図屏風   |                  |            |                 | 東京国立博物館                 |                    |            |                                              |
| 山水図       | 紙本墨画淡彩     | 1幅        | 127.5x29.1      | 愛知県美術館                   |                    |            |                                              |
| 十便十宜図   | 紙本墨画（淡彩） | 2帖20図    | 23.5x22.4（各） | 泉屋博古館                     | 1801年（寛政13年） |            | 池大雅・与謝蕪村合作の「十便十宜図」の模写。 |
| 倣大雅山水図 | 絹本墨画淡彩     | 1幅        | 129.54x60.96    | ロサンゼルス・カウンティ美術館 |                    |            |                                              |

## 著作
- 『清夢録』長崎遊学ときの来舶清人との交歓の記録

## 関連文献
- 頼春水『春水遺稿』
- 白井華陽『画乗要略』
- 木村蒹葭堂『蒹葭堂日記』
- 上田秋成『膽大小心録』
- 岡本撫山『浪華人物誌』
- 『浪華郷友録』安永4年版
- 笛村芳橘ほか『十時梅厓先生伝』（近代デジタルライブラリー）
- 丸山季夫「十時梅厓覚え書」『書道』第11巻5・6号、1942年